# NGC 4488
NGC 4488 é uma galáxia espiral barrada (SB0-a) localizada na direcção da constelação de Virgo. Possui uma declinação de +08° 21' 35" e uma ascensão recta de 12 horas, 30 minutos e 51,3 segundos.
A galáxia NGC 4488 foi descoberta em 28 de Dezembro de 1785 por William Herschel.